# Пишенин, Алексей Николаевич
Алексей Николаевич Пишенин (10 июля 1949 — 5 июля 2022) — генерал-майор ВВС СССР и ВВС России, начальник Сызранского высшего военного авиационного училища лётчиков (Сызранского ВВАУЛ) в 1999—2004 годах. Заслуженный военный лётчик Российской Федерации (1994), лётчик-снайпер, мастер спорта СССР по вертолётному спорту.

## Биография

### Семья
Родился 10 июля 1949 года в Ленинграде. Отец — Николай Алексеевич Пишенин (1904—1976) — старший мастер литейного завода цеха «Большевик». Мать — Анна Николаевна Пишенина (1920—1966), рабочая завода «Большевик». Был женат, воспитал двух дочерей, есть две внучки и два внука.

### Военная служба
Учился в средней школе № 344 города Ленинград, в 1956—1966 годах, окончил 10 классов. Поступил в Сызранское ВВАУЛ, окончив его в 1970 году (специальность «командная авиационная»). Проходил военную службу в Приволжском военном округе на разных должностях. Офицерскую службу в Сызрани начинал с должности лётчика-инструктора в составе 484-го учебного вертолётного полка (г. Сызрань), занимал должности старшего лётчика-инструктора, командира звена, заместителя командира эскадрильи и командира эскадрильи. Служил в полку в 1970—1979 годах.
В 1979—1981 годах служил в составе 439-го учебного вертолётного полка Саратовского ВВАУЛ (п. Озинки), дослужился до должности заместителя командира полка. В 1981—1984 годах — слушатель Военно-воздушной академии имени Ю. А. Гагарина, окончил её с отличием и золотой медалью (специальность «командно-штабная оперативно-тактическая авиационная»). В 1984—1988 годах — командир 851-го учебного вертолётного полка при Сызранском ВВАУЛ (пгт Безенчук), в 1988—1989 годах занимал должность заместителя начальника Уфимского ВВАУЛ по лётной подготовке. В 1989—1994 годах — заместитель начальника Сызранского ВВАУЛ по лётной подготовке, в 1994—1999 годах — начальник Уфимского ВВАУЛ (училище было расформировано в 1999 году).
Генерал-майор Пишенин занимал должность начальника Сызранского военного авиационного института (Сызранское ВВАУЛ) в 1999—2004 годах, занимаясь доучиванием курсантов Уфимского ВВАУЛ. В 2000 году на встрече с Президентом Российской Федерации Владимиром Путиным он обсуждал вопросы деятельности училища и социальной защиты военнослужащих. За время своей службы освоил 5 типов вертолётов, имел налёт более 4500 часов, получил квалификацию «лётчик-снайпер».

### После военной службы
В 2004 году участвовал в выборах депутатов Сызранской городской Думы четвёртого созыва как самовыдвиженец, однако потерпел неудачу. В конце того же года уволился из ВС России по достижении предельного возраста. В 2005—2011 годах работал в ОАО «Сызранский нефтеперерабатывающий завод» в должности начальника штаба гражданской обороны.
Скончался 5 июля 2022 года в Сызрани. Прощание состоялось в актовом зале Сызранского вертолётного училища 7 июля. Похоронен на Батрацком кладбище.

## Награды
- Орден «За службу Родине в Вооружённых Силах СССР» III степени[3]
- 20 медалей[2], в том числе:
  - Медаль «За безупречную службу» I, II и III степеней[6]
  - Медаль «50 лет Вооружённых Сил СССР»[6]
  - Медаль «60 лет Вооружённых Сил СССР»[6]
  - Медаль «70 лет Вооружённых Сил СССР»[6]
- Заслуженный военный лётчик Российской Федерации (26 декабря 1994) — за особые заслуги в освоении авиационной техники, высокие показатели в воспитании и обучении лётных кадров и многолетнюю безаварийную лётную работу в военной авиации[7]
- Лётчик-снайпер[3]
- Мастер спорта СССР по вертолётному спорту[3][2]